# 24オラス
『24オラス』（フィリピン語: 24 Oras） は、2004年3月1日からフィリピンのGMAネットワークで放送されている報道番組である。

## 出演者

### 平日
- メル・ティアンコ (2004-現在）
- マイク・エンリケス (2004-2022）
- ヴィッキー・モラレス (2014-現在）
- エミール・スマンギル (2023-現在)

### 週末
- ピア・アルカンヘル (2010-現在）
- イワン・メイリーナ (2018-現在）